# Magni Arge
Magni Arge   (Tórshavn, 15 de desembre de 1959) és un empresari i polític feroès. És fill del director de ràdio Niels Juel Arge, germà del periodista i polític del consell municipal Jógvan Arge i oncle de l'autor, músic i exjugador de futbol Uni Arge. Es va llicenciar en Ciències Socials per la Universitat d'Aarhus, llicenciat en feroès i en llengües i literatura nòrdiques a la universitat Føroya Frøskaparsetur, també va estudiar educació complementària en periodisme a l'escola Danmarks Journalisthøj. Des del 2014 ha estat inscrit a la Universitat de les Illes Fèroe, on forma part del grau de Dret.

## Carrera professional

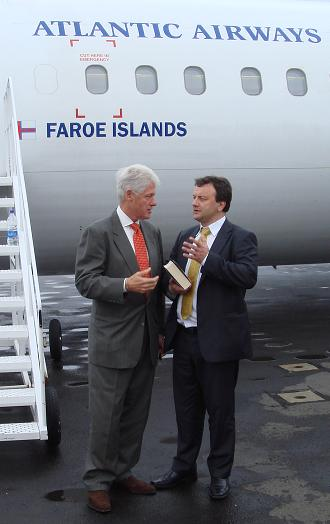
Fig.1 Maggi Arge amb Bill Clinton a les illes Fèroe el 2007

Maggi Arge va estar actiu en diverses associacions, com ara l'associació de joves Skansastova, Færingeforeningen i Århus i l'organització d'estudiants de Frøskapersetur Føroy. També es va associar amb Ràdio Føroya relacionada amb esdeveniments esportius durant diversos anys fins al 1996. Arge va ser conseller delegat d' Apple i distribuïdor de Canon T-Mac de 1990-1993, president del Patronat de Turisme de Føroya (Patronat de Turisme de les Illes Fèroe) de 1993-1996 i director gerent d'Atlantic Airways de 1995-2013. Arge ha estat president de l'Associació de la Indústria de l'Oli de Faroe des del 1993, membre de la junta directiva de Føroya Arbeidsgevarafelag (Associació d'ocupadors de les Illes Fèroe) 1997-2014 i president de Lundin Software i Ocean Rainforest des del 2014.
Va ser nomenat "Capdavanter de l'Any" a les Illes Fèroe l'any 2005. Arge ha estat un cònsol italià a les Illes Fèroe des del 2008.
A les eleccions de l'1 de setembre del 2015, que va ser escollit diputat al Parlament danès per les illes Fèroe.